# Ereignis von Edirne

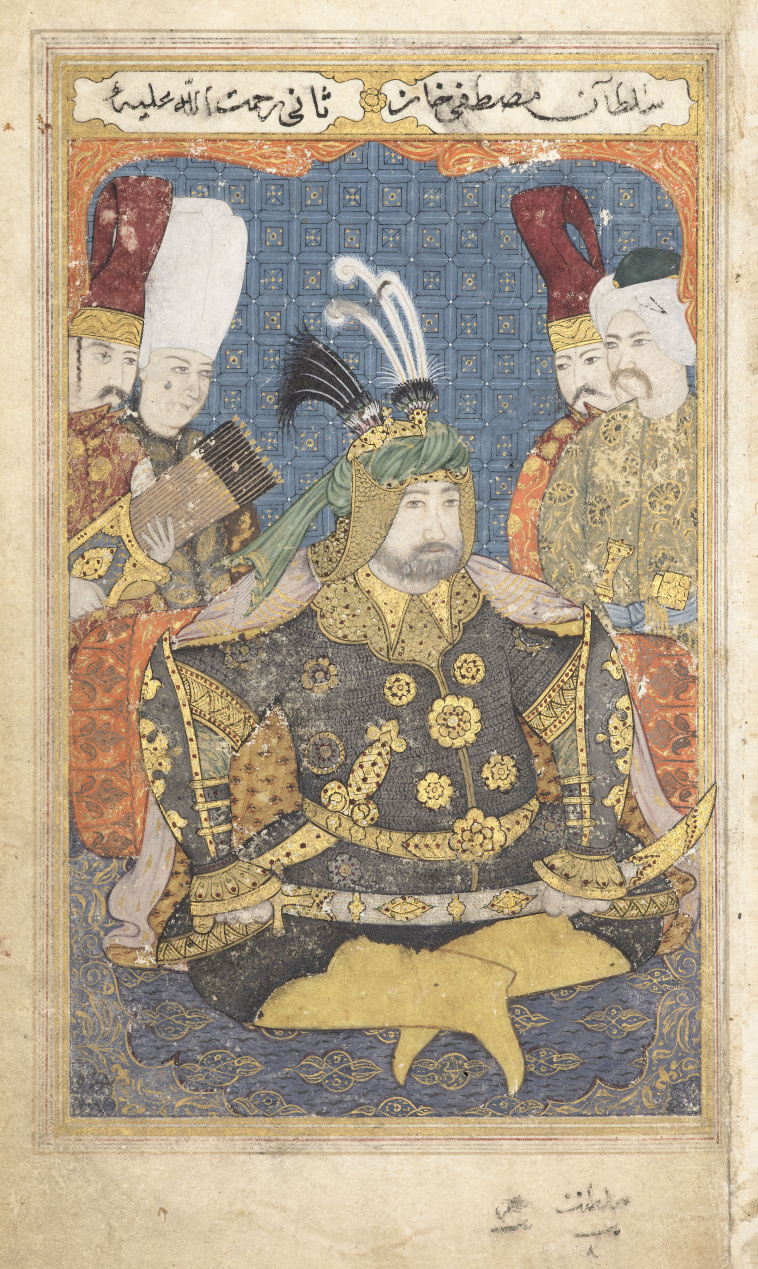
Mustafa II. in voller Rüstung.

Das Ereignis von Edirne (türkisch Edirne Vakası), auch Vorfall von Edirne, war ein Aufstand der Janitscharen im Jahr 1703 in Istanbul. Die Revolte war eine Reaktion auf den Vertrag von Karlowitz und den territorialen Verlust, Sultan Mustafas II. Abwesenheit in der Hauptstadt und die wachsende Macht von Schaich al-Islam Feyzullah Efendi und seine Einmischung in Staatsgeschäfte. Infolge des Ereignisses wurde Feyzullah Efendi getötet und Sultan Mustafa II. wurde von seinem Bruder Ahmed III. vom Thron verdrängt. Der Aufstand dauerte 36 Tage.

## Vorgeschichte
Der Vertrag von Karlowitz wurde am 16. Januar 1699 unterzeichnet. Er war Folge der osmanischen Kriege mit der österreichischen Habsburgermonarchie, der Republik Venedig, Polen-Litauen und dem Russischen Kaiserreich. Der Friede von Karlowitz beendete eine fünfzehnjährige Kriegsperiode nach der gescheiterten Belagerung von Wien durch die Osmanen im Jahr 1683. Die Friedensverhandlungen begannen erst nach zahlreichen und dringenden Bitten der Osmanen nach Frieden, nachdem die osmanische Armee von Eugen von Savoyen in der Schlacht bei Zenta vernichtet wurde. Der Vertrag umriss die Nachkriegsabkommen zwischen den Osmanen, den Venezianern, den Polen und der Habsburgermonarchie, ein Friedensvertrag mit Russland kam erst 1700 zustande. Der Vertrag von Karlowitz zwang die Osmanen, den Habsburgern und Venezianern ein beträchtliches Gebiet zu überlassen. Die Habsburger gewannen Ungarn, Kroatien und das Fürstentum Siebenbürgen von den Osmanen. Die Venezianer erhielten Dalmatien und Morea und Polen-Litauen gewann Podolien. Diese territorialen Verluste hatten drastische Auswirkungen auf die geopolitische Macht des Osmanischen Reiches. Mit dem Vertrag von Karlowitz verlor das Osmanische Reich seine Dominanz in Mittel- und Osteuropa.
Nach der Unterzeichnung des Vertrags zog sich Sultan Mustafa II. nach Edirne zurück und überließ die politischen und administrativen Angelegenheiten dem höchsten religiösen Führer des Reiches, Schaich al-Islam Feyzullah Efendi. Die Abwesenheit des Sultans und die Führung von Feyzullah Efendi sorgte unter den Janitscharen schnell für Unruhe. Feyzullah Efendis Korruption und Vetternwirtschaft sorgten für Unmut und sein Einfluss auf den Sultan wurde als zu groß angesehen. So hatte der Großmufti hohe Regierungsämter an enge Verwandte vergeben und verfügt, dass seine Söhne das Amt des Großmuftis erben würden. Darüber hinaus überschritt er die Grenzen seiner Position als Leiter des religiösen Amtes, indem er sich in die Staatsgeschäfte einmischte.
Schon länger hatte das Osmanische Reich finanzielle Probleme, Ende des 17. Jahrhunderts wurden diese jedoch immer dringlicher. Die Wirtschaftsreform von Großwesir Elmas Mehmed Pascha von 1695 führte zur Einführung einer lebenslangen Steuerpacht statt jährlicher Versteigerungen. Nur etwa ein Fünftel der von Steuerpächtern erhobenen regionalen Steuern gelangte zur Zentralregierung. Infolgedessen verfügte die Regierung des osmanischen Reiches nicht über ausreichende Mittel, um ihr Militär zu bezahlen.

## Aufstand
Das Osmanische Reich unterstützte den Thronkandidaten Georg VII. während eines Bürgerkriegs im Königreich Imeretien in Georgien. Die Hohe Pforte beschloss eine osmanische Invasion in Westgeorgien, um in der Region Einfluss zu gewinnen. Die Gehälter der Soldaten verzögerten sich jedoch, und die Untereinheit der für Logistik zuständigen Janitscharen (cebeci) revoltierte am 17. Juli 1703 und forderte erst die vollständige Bezahlung. Das „Edirne-Ereignis“, auch „Aufstand von 1703“ genannt, brach in Istanbul aus. Dieser Aufstand begann unter den Janitscharen, die sich über die überfällige Bezahlung und die dauerhafte Abwesenheit des Sultans beklagten, erfasste bald aber auch Zivilisten, Soldaten mit niedrigerem Rang, Handwerker sowie Mitglieder der Ulema. Schließlich nahmen mehr als 60.000 Menschen an dem Aufstand teil. Mit der Unterstützung anderer Armeeeinheiten sowie einiger Bürger Istanbuls und der meisten religiösen Führer plünderten die Rebellen die Häuser hochrangiger Regierungsbeamter und kontrollierten mehrere Wochen lang die Hauptstadt. Man wählte mit Çalık Ahmed Agha den Anführer der Janitscharen zum Anführer der Bewegung und errichtete im Hippodrom ein Feldlager.
Die Rebellen entsandten anschließend eine Gruppe von Vertretern nach Edirne, die Feyzullah Efendi noch auf der Reise verhaften ließ. Dieser Vorgang provozierte die Rebellen und sie begannen mit einem Marsch auf Edirne. Der Sultan versuchte seine Macht zu retten und setzte Feyzullah Efendi endlich ab. Doch es war zu spät: Die Aufständischen hatten längst die Entthronung von Mustafa II. beschlossen. Der Sultan versuchte, am Stadtrand von Edirne eine Verteidigungslinie zu bilden, doch selbst die Leibgarde des Sultans schloss sich den Aufständischen an.
Die Forderungen der Rebellen wurden von der Ulema durch die Qādīs verkündet. Man warf Mustafa II. vor, seine Untertanen zu vernachlässigen und „Ungerechtigkeit und Ungleichheit“ gewähren zu lassen, während er auf die Jagd ging und die Staatsgelder verschwendete. Man legitimierte das Recht der muslimischen Gemeinschaft, sich gegen einen ungerechten Herrscher zu behaupten und diejenigen zu verurteilen, die sich für einen ungerechten Herrscher einsetzten. Außerdem beschuldigte man Mustafa II., sein Mandat kompromittiert zu haben, indem er den Friedensvertrag von Karlowitz akzeptiert hatte und den christlichen Mächten damit so viel Territorium zugestand. Die Qādīs erklärten Mustafa II. im Wesentlichen für das Sultanat ungeeignet.
Am 22. August 1703 wurde Mustafa II. abgesetzt und sein Bruder Ahmed III. wurde der neue Sultan. Feyzullah Efendi wurde auf dem Weg in die Verbannung von den Rebellen aufgegriffen und getötet.
Obwohl Mustafa II. als Sultan ersetzt wurde, setzte sich der Aufstand in Konstantinopel fort. Die Gewalt dauerte an, weil mangelnde Disziplin und Kontrolle unter den Janitscharen herrschte, weil die Auflösung der Einheit der Rebellen von Rivalitäten um die Macht begleitet war und schließlich ein Wettbewerb um die Krönungsgeschenke entbrannte, die traditionell Belohnung für das Treueversprechen an einen neuen Sultan waren. Diese letzte Forderung war ein Mittel, mit dem die Janitscharen die direkte Kontrolle über den Sultan ausübten. Die Janitscharen betonten im Wesentlichen ihre Macht, einen Sultan abzusetzen und einen neuen Sultan einzusetzen.

## Folgen

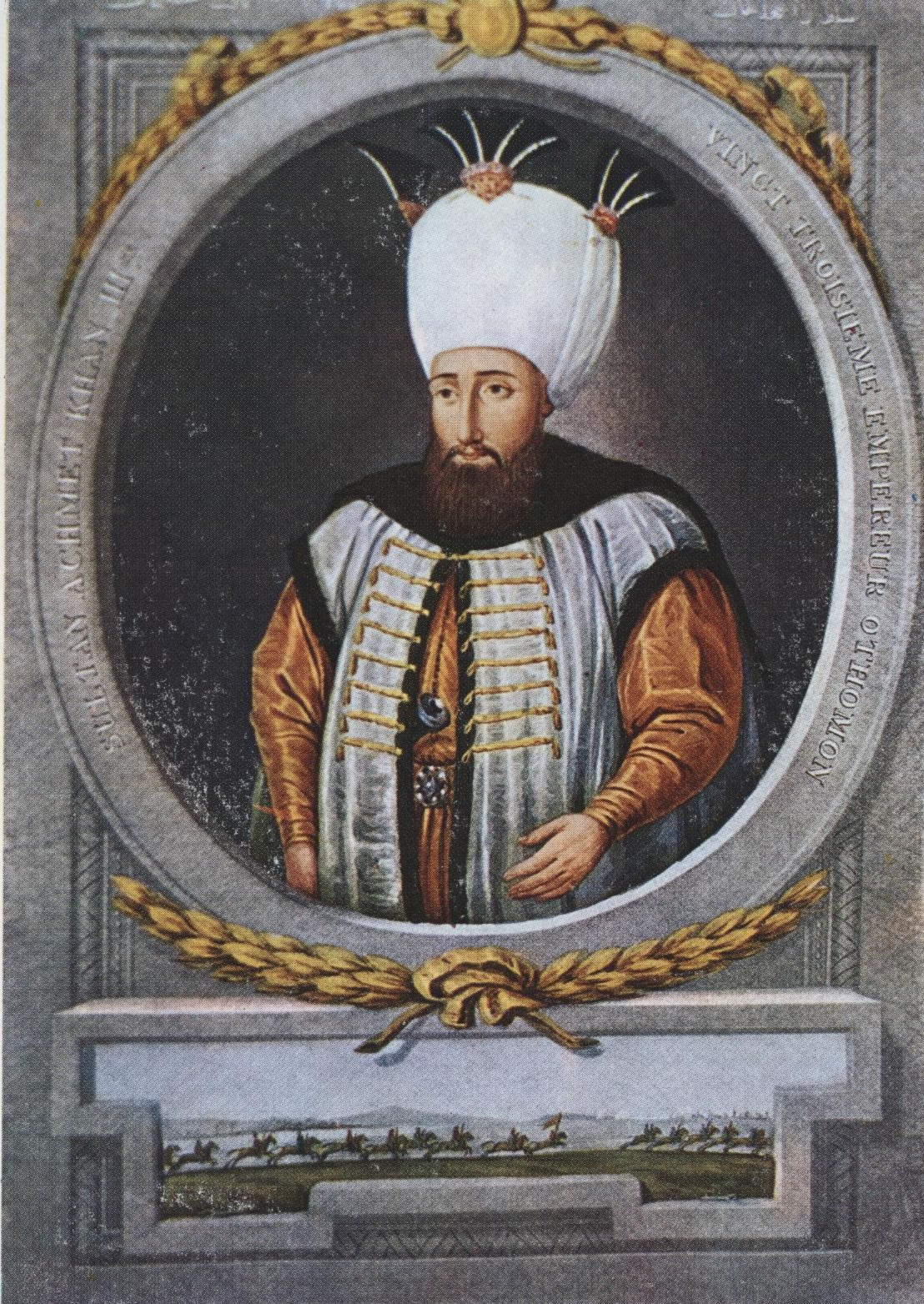
Sultan Ahmed III.

Infolge des Edirne-Ereignisses wurde Mustafa II abgesetzt. Allerdings wurde er von den Rebellen nicht verletzt. Nachdem er entthront worden war, verbrachte er den Rest seines Lebens in der Abgeschiedenheit im Palast.  Mustafa II. wurde durch seinen Bruder Ahmed III. ersetzt. Nachdem er zum Sultan erklärt worden war, ging Ahmed III. auf eine Haddsch, kehrte erst 1706 nach Istanbul zurück und errichtete die Hauptstadt des Reiches wieder dort.
Das Ereignis von Edirne stärkte die Macht der Janitscharen und der Qādīs. Die Macht der Janitscharen über den Sultan wurde nicht nur durch ihren Angriff demonstriert, sondern auch durch ihre Fähigkeit, Sultan Ahmed III. wirtschaftlich zu schaden, weil dieser kaum die Inthronisationszahlungen an die Janitscharen leisten konnte. Die Qādīs offenbarten ihre Macht über den Sultan durch ihre Auslegung der islamischen Gesetze. zugleich waren sie in den Provinzen des Osmanischen Reiches nahe am Volk. Ihre wachsende Macht über das Sultanat führte zur zunehmenden Dezentralisierung innerhalb des Osmanischen Reiches.